# Algèbre de Stone
En mathématiques, une algèbre de Stone, ou treillis de Stone, est un treillis distributif pseudo-complété (en) tel que a* ∨a** = 1. Ces treillis ont été introduits par Grätzer et Schmidt en 1957, et nommé d'après Marshall Harvey Stone.
Les algèbres booléennes sont des algèbres de Stone et les algèbres de Stone sont des algèbres d'Ockham.